# 8003 Кельвін
8003 Ке́львін (8003 Kelvin) — астероїд головного поясу, відкритий 1 вересня 1987 року.
Тіссеранів параметр щодо Юпітера — 3,637.